# Wysowianka
Wysowianka – nazwa alkalicznej, wysokozmineralizowanej wody mineralnej, produkowanej w Wysowej-Zdroju przez firmę Uzdrowisko Wysowa SA z ujęcia W-24 i W-12.

## Skład
Zawartość znaczących dla zdrowia składników mineralnych w mg/l przedstawia poniższa tabela.
| Nazwa           | Wzór chemiczny | Zawartość [mg/l] |
| Kationy         | Kationy        | Kationy          |
| --------------- | -------------- | ---------------- |
| wapniowy        | Ca2+           | 142,5            |
| magnezowy       | Mg2+           | 47,9             |
| sodowy          | Na+            | 619,9            |
| potasowy        | K+             | 14,6             |
| Aniony          |                |                  |
| wodorowęglanowy | HCO3-          | 1665,8           |
| jodkowy         | J-             | 0,52             |
| chlorkowy       | Cl-            | 319,1            |
| fluorkowy       | F-             | 0,37             |

Suma składników stałych 2896,3 mg/l

## Historia

### Przed II wojną światową
Początki rozlewania wysowskich wód mineralnych sięgają połowy XIX wieku. 
Z końcem XIX w. Wysowa stała się znanym uzdrowiskiem. Przyczyniła się do tego budowa linii kolejowej do Grybowa i Gorlic. Pierwsze lata XX wieku przyniosły dwukrotny wzrost cen. 
Zakład zdrojowy w Wysowej prócz butelkowania eksploatował wtedy wodę z 7 źródeł do kąpieli, inhalacji i kuracji pitnej. Wysową nazywano wtedy „Galicyjskim Merenem”.
W okresie międzywojennym uzdrowiskiem kierowała spółka, na czele której stał dr Wacław Kraszewski. Wybudowano wtedy nowe drewniane budynki zakładu zdrojowego oraz pijalnię, której projektantem był Karol Stryjewski. Rozpoczęto też butelkowanie wody ze zdroju "Józef" oraz wód leczniczych "Słony" i "Wacław".

### Po II wojnie światowej
W 1949 roku Spółdzielnia „Żwirowiec” z Biecza rozpoczęła produkcję wody mineralnej "Wysowianka" w oparciu o wodę mineralną z ujęć "Józef" i "Józef II".
W 1959 roku utworzono Państwowe Przedsiębiorstwo „Uzdrowisko Wysowa”.
W 1963 roku Ministerstwo Zdrowia i Opieki Społecznej uznało wody mineralne w Wysowej wydobywające się na powierzchnię w formie źródeł lub udostępniane przy pomocy studni wierconych jako wody lecznicze.
W 1993 roku uruchomiono nową rozlewnię.
Na miejscu dawnej pijalni z lat 60. powstał w 2006 roku nowy budynek.

## Nagrody i wyróżnienia
- Wyróżnienie dla wody mineralnej Wysowianka 0,33 l na Międzynarodowych Targach Pomorza i Kujaw podczas V Międzynarodowych Targów Napojów, Win i Alkoholi „Poldrink"
- Nagroda główna: Statuetka Łuczniczki za wodę mineralną Wysowianka 0,33 l podczas V Międzynarodowych Targów Rolno-Przemysłowo-Spożywczych POLTAROL'96
- Medal: Produkt Wysokiej Jakości podczas V Krakowskiego Spotkania Producentów Napojów 1999
- Złoty Medal Międzynarodowych Targów Katowickich podczas XV Międzynarodowych Targów Spożywczych „Foodtarg” '02
- Godło Produkt Regionalny w konkursie Laur Konsumenta 2008 przyznawane przez Grupę Media Partner[3]